# Saltos ornamentais no Campeonato Mundial de Esportes Aquáticos de 2017 - Plataforma 10 m individual masculino
A prova de plataforma 10 m individual masculino dos saltos ornamentais no Campeonato Mundial de Esportes Aquáticos de 2017 foi realizada entre os dias 21 de julho e 22 de julho, em Budapeste, Hungria.

## Calendário
| Fase              | Data        | Hora  |
| ----------------- | ----------- | ----- |
| Rodada preliminar | 21 de julho | 10:00 |
| Semifinal         | 21 de julho | 15:30 |
| Final             | 22 de julho | 17:00 |

## Medalhistas
| Ouro            | Prata            | Bronze          |
| Tom Daley (GBR) | Chen Aisen (CHN) | Yang Jian (CHN) |

## Resultados
Esses foram os resultados da competição.
| Pos.              | Saltador              | Nacionalidade        | Preliminar | Preliminar | Semifinal   | Semifinal   | Final       | Final       |
| Pos.              | Saltador              | Nacionalidade        | Pontos     | Pos.       | Pontos      | Pos.        | Pontos      | Pos.        |
| ----------------- | --------------------- | -------------------- | ---------- | ---------- | ----------- | ----------- | ----------- | ----------- |
| Medalha de ouro   | Tom Daley             | Reino Unido          | 515.10     | 3          | 498.65      | 2           | 590.95      | 1           |
| Medalha de prata  | Chen Aisen            | China                | 553.50     | 1          | 488.55      | 3           | 585.25      | 2           |
| Medalha de bronze | Yang Jian             | China                | 521.65     | 2          | 441.75      | 11          | 565.15      | 3           |
| 4                 | Aleksandr Bondar      | Rússia               | 436.30     | 10         | 509.10      | 1           | 484.80      | 4           |
| 5                 | Maksym Dolhov         | Ucrânia              | 432.50     | 11         | 413.55      | 12          | 484.70      | 5           |
| 6                 | David Dinsmore        | Estados Unidos       | 429.95     | 12         | 483.10      | 4           | 479.75      | 6           |
| 7                 | Benjamin Auffret      | França               | 406.80     | 17         | 467.70      | 7           | 469.35      | 7           |
| 8                 | Viktor Minibaev       | Rússia               | 466.30     | 5          | 463.40      | 8           | 463.60      | 8           |
| 9                 | Randal Willars Valdez | México               | 441.85     | 8          | 463.25      | 9           | 452.35      | 9           |
| 10                | Woo Ha-ram            | Coreia do Sul        | 441.30     | 9          | 442.60      | 10          | 435.60      | 10          |
| 11                | Ri Hyon-ju            | Coreia do Norte      | 488.70     | 4          | 468.80      | 6           | 434.85      | 11          |
| 12                | Matty Lee             | Reino Unido          | 445.40     | 7          | 472.35      | 5           | 423.55      | 12          |
| 13                | Domonic Bedggood      | Austrália            | 450.30     | 6          | 404.45      | 13          | Não avançou | Não avançou |
| 14                | Timo Barthel          | Alemanha             | 413.90     | 14         | 387.05      | 14          | Não avançou | Não avançou |
| 15                | Vladimir Barbu        | Itália               | 404.95     | 18         | 380.30      | 15          | Não avançou | Não avançou |
| 16                | Andrés Villarreal     | México               | 414.55     | 13         | 379.95      | 16          | Não avançou | Não avançou |
| 17                | Jesús Liranzo         | Venezuela            | 407.55     | 16         | 373.05      | 17          | Não avançou | Não avançou |
| 18                | Declan Stacey         | Austrália            | 409.45     | 15         | 305.00      | 18          | Não avançou | Não avançou |
| 19                | Vadim Kaptur          | Bielorrússia         | 396.20     | 19         | Não avançou | Não avançou | Não avançou | Não avançou |
| 20                | Vincent Riendeau      | Canadá               | 389.25     | 20         | Não avançou | Não avançou | Não avançou | Não avançou |
| 21                | Ethan Pitman          | Canadá               | 386.50     | 21         | Não avançou | Não avançou | Não avançou | Não avançou |
| 22                | Vladimir Harutyunyan  | Armênia              | 375.50     | 22         | Não avançou | Não avançou | Não avançou | Não avançou |
| 23                | Florian Fandler       | Alemanha             | 375.05     | 23         | Não avançou | Não avançou | Não avançou | Não avançou |
| 24                | Kim Yeong-nam         | Coreia do Sul        | 361.10     | 24         | Não avançou | Não avançou | Não avançou | Não avançou |
| 25                | Hyon Il-myong         | Coreia do Norte      | 357.20     | 25         | Não avançou | Não avançou | Não avançou | Não avançou |
| 26                | Jordan Windle         | Estados Unidos       | 351.75     | 26         | Não avançou | Não avançou | Não avançou | Não avançou |
| 27                | Krisztián Somhegyi    | Hungria              | 349.85     | 27         | Não avançou | Não avançou | Não avançou | Não avançou |
| 28                | Kazuki Murakami       | Japão                | 349.70     | 28         | Não avançou | Não avançou | Não avançou | Não avançou |
| 29                | Isaac Souza           | Brasil               | 348.90     | 29         | Não avançou | Não avançou | Não avançou | Não avançou |
| 30                | Mattia Placidi        | Itália               | 346.00     | 30         | Não avançou | Não avançou | Não avançou | Não avançou |
| 31                | Jeinkler Aguirre      | Cuba                 | 342.40     | 31         | Não avançou | Não avançou | Não avançou | Não avançou |
| 32                | Yusmandy Paz          | Cuba                 | 330.00     | 32         | Não avançou | Não avançou | Não avançou | Não avançou |
| 33                | Jonathan Chan         | Singapura            | 328.00     | 33         | Não avançou | Não avançou | Não avançou | Não avançou |
| 34                | Loïs Szymczak         | França               | 324.60     | 34         | Não avançou | Não avançou | Não avançou | Não avançou |
| 35                | Chew Yiwei            | Malásia              | 323.85     | 35         | Não avançou | Não avançou | Não avançou | Não avançou |
| 36                | Juan Reyes            | Colômbia             | 317.65     | 36         | Não avançou | Não avançou | Não avançou | Não avançou |
| 37                | Kevin García          | Colômbia             | 313.85     | 37         | Não avançou | Não avançou | Não avançou | Não avançou |
| 38                | Youssef Ezzat         | Egito                | 295.70     | 38         | Não avançou | Não avançou | Não avançou | Não avançou |
| 39                | Mohab Mohymen         | Egito                | 293.55     | 39         | Não avançou | Não avançou | Não avançou | Não avançou |
| 40                | Frandiel Gómez        | República Dominicana | 282.10     | 40         | Não avançou | Não avançou | Não avançou | Não avançou |
| 41                | Vartan Bayanduryan    | Armênia              | 280.90     | 41         | Não avançou | Não avançou | Não avançou | Não avançou |
| 42                | Aurelian Dragomir     | Roménia              | 278.35     | 42         | Não avançou | Não avançou | Não avançou | Não avançou |

Legenda
| Recorde mundial       | Recorde mundial (World record)               |                       | Recorde africano                      | Recorde africano (African) |                                           | Q | Classificado por posição (Qualified) |
| Recorde do campeonato | Recorde do campeonato (Championship record)  | Recorde da América    | Recorde da América (Americas)         | q                          | Classificado por melhor tempo (Qualified) |   |                                      |
| Melhor marca do ano   | Melhor marca do ano (World leading)          | Recorde asiático      | Recorde asiático (Asian)              | DNS                        | Não largou (Did not start)                |   |                                      |
| Recorde nacional      | Recorde nacional (National record)           | Recorde europeu       | Recorde europeu (European)            | DNF                        | Não terminou (Did not finish)             |   |                                      |
| Recorde pessoal       | Recorde pessoal do atleta (Personal best)    | Recorde da Oceania    | Recorde da Oceania (Oceania)          | DSQ / DQ                   | Desclassificado (Disqualified)            |   |                                      |
| Recorde da temporada  | Recorde da temporada do atleta (Season best) | Recorde sul-americano | Recorde sul-americano (South America) | NM                         | Sem marca (No mark)                       |   |                                      |